# Wilkowiecko
Wilkowiecko – wieś w Polsce, położona w województwie śląskim, w powiecie kłobuckim, w gminie Opatów.
W dobie Sejmu Wielkiego Wilkowiecko należało do powiatu lelowskiego.
W latach 1975–1998 miejscowość administracyjnie należała do województwa częstochowskiego.

## Integralne części wsi
| SIMC    | Nazwa     | Rodzaj    |
| ------- | --------- | --------- |
| 1002165 | Cmentarna | część wsi |
| 1002171 | Dąbrówka  | część wsi |
| 1002225 | Kurzelów  | część wsi |
| 1002231 | Leszcze   | część wsi |
| 1002254 | Podlesie  | część wsi |
| 1002277 | Popowice  | część wsi |
| 1002320 | Zadworze  | część wsi |

## Demografia
W miejscowości mieszka obecnie ponad 1400 mieszkańców.

## Historia
Pierwsza wzmianka o miejscowości pochodzi z 1220 roku, z dokumentu biskupa krakowskiego Iwo Odrowąża w którym miejscowość wymieniona jest w formie Wylkogeczsko. Kolejna wzmianka o miejscowości znajduje się w łacińskim dokumencie z 1250 roku wydanym przez papieża Innocentego IV w Lyonie gdzie wieś zanotowana została w zlatynizowanej, staropolskiej formie „Wicogedzco”.

## Turystyka
Warto zwiedzić kościół z przełomu XVIII i XIX w.

## Ludzie związani Wilkowieckiem
- Mikołaj z Wilkowiecka - paulin, przeor klasztoru na Jasnej Górze, autor „Historyi o chwalebnym Zmartwychwstaniu Pańskim”. 14 września 2014 we wsi odsłonięto jego pomnik.
- Jan Szwejda - w miejscowości urodził się przedwojenny prawnik, urzędnik skarbowy, porucznik Wojska polskiego oraz polski policjant zamordowany podczas Zbrodni w Palmirach[11][12].
- Adam Bardziński, w miejscowości urodził się przedwojenny polityk ludowy, działacz społeczny i samorządowiec, poseł na Sejm II RP.